# Impressions (John Coltrane-album)
Impressions från 1963 är ett blandat live- och studioalbum med John Coltrane.
Spår 1 och 3 är liveinspelningar från Village Vanguard medan spår 2 och 4 är studioinspelningar. Spår 5, Dear Old Stockholm (Stan Getz version av Ack Värmeland, du sköna) fanns inte på originalutgåvan men lades till på senare återutgivningar.

## Låtlista
Musiken är skriven av John Coltrane om inget annat anges.
1. India – 14:11
2. Up 'Gainst the Wall – 3:17
3. Impressions – 15:06
4. After the Rain – 4:27

Bonusspår på utgåvor från 1974 och 2000
1. Dear Old Stockholm (trad/Stan Getz) – 10:37

## Inspelningsdata
3 november 1961 live på Village Vanguard, New York (spår 1, 3)
18 september 1962 i Englewood Cliffs, New Jersey (spår 2)
29 april 1963 i Englewood Cliffs, New Jersey (spår 4–5)

## Musiker
- John Coltrane – sopransax (spår 1), tenorsax (spår 2–4)
- Eric Dolphy – basklarinett (spår 1), altsaxofon (spår 3)
- McCoy Tyner – piano
- Jimmy Garrison – bas
- Reggie Workman – bas (spår 1)
- Elvin Jones – trummor (spår 1–3)
- Roy Haynes – trummor (spår 4)